# Yahşihan, Çamlıdere
Yahşihan là một xã thuộc huyện Çamlıdere, tỉnh Ankara, Thổ Nhĩ Kỳ. Dân số thời điểm năm 2011 là 34 người.